# Journée nationale de commémoration et d'action contre la violence faite aux femmes

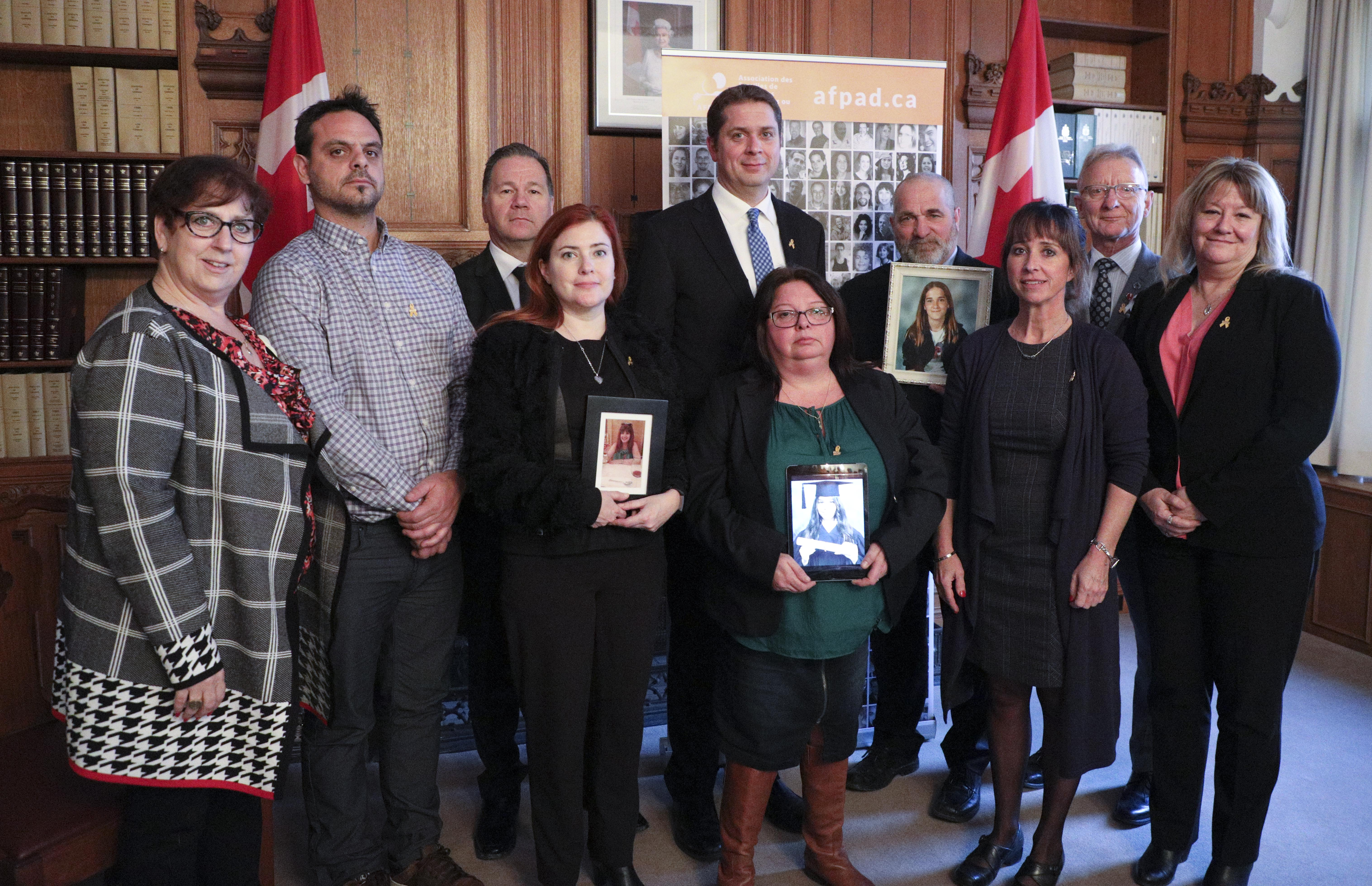
Andrew Scheer in 2018, National Day of Remembrance and Action on Violence Against Women, Pierre-Hugues Boisvenu, Sylvie Boucher (politician)

La Journée nationale de commémoration et d'action contre la violence faite aux femmes se déroule chaque 6 décembre au Canada. Cette date fait référence au 6 décembre 1989, date à laquelle un homme armé, Marc Lépine, tua 14 femmes à l'École polytechnique de Montréal. On commémore cette journée avec des veilles, discussions, et autres réflexions au sujet de la violence faite aux femmes.
Le 6 décembre, les drapeaux canadiens sont mis en berne sur les bâtiments fédéraux, incluant la Tour de la Paix sur la Colline parlementaire (Parliament Hill). En plus, on encourage les Canadiens à porter des rubans blancs et à observer une minute de silence comme engagement d'enrayer la violence faite aux femmes.
La commémoration a également des échos ailleurs, dont à Paris, Place du Québec.